# Комитет московских общественных организаций
Комитет московских общественных организаций — орган, занимавшийся координацией общественных организаций в Москве с февраля по август 1917 года. Комитет представлял Временное правительство в Москве.

## История
Решение о создании комитета было принято на совещании членов Всероссийского союза торговли и промышленности, проходившего 27 февраля 1917 года на квартире П. П. Рябушинского. Первым главой комитета был думский депутат Н. М. Кишкин. После этого в Московской городской думе по инициативе городского головы М. В. Челнокова был собран совет общественных деятелей с целью консолидации общественных организаций города и противоборству анархии.
В состав организационного комитета были включены представители губернского и уездного земств, городского и земского союзов, городской думы, комитета военно-технической помощи, военно-промышленного комитета, рабочих и кооперативных организаций, представителей работников торговли.
Первое заседание было проведено 1 марта 1917 года. Было принято решение о том, что комитет станет представителем Временного правительства в Москве. Было выпущено обращение к жителям города Москвы с просьбой сохранять спокойствие и поддерживать порядок. От трёх курий (цензовой, рабочей и демократической) был избран оргкомитет составом в 15 человек.
С 3 марта по согласованию с комитетом комиссар Москвы стал руководить комиссариатом московского градоначальства.
На заседаниях комитета, проходивших публично и открыто, выносились на обсуждение наиболее важные вопросы жизни Москвы. Исполнительный комитет обычно рассматривал вопросы, требующие немедленного решения.
Позже в состав комитета вошли представители от воинских организаций, Совета съезда представителей общества благоустройства подмосковных дачных местностей, посёлков и пригородов, правления Пироговского общества русских врачей, Объединения московских биржевых артелей, Совета объединений национальных организаций.
В апреле 1917 года в составе комитета было 528 человек.
Основная часть работы комитета производилась Исполнительным комитетом, в состав которого входили: комитет градоначальника, продовольственный комитет, военный совет, управление милицией, совет представителей районных дум. Помимо этого, в комитет входил ряд комиссий: финансово-контрольная, областная, следственная, трудовая, по разбору архивов, по обеспечению нового строя, по оказанию помощи политическим освобождённым, по политическим делам, ревизионная, юридическая.
2 марта 1917 года Московский Совет рабочих депутатов выпустил заявление о том, что комитет представляет все слои городского общества. С этого момента две организации начали сотрудничество.
Комитет своим решением сместил с должности И. И. Мрозовского, командующего войсками Московского военного округа, назначив на его место А. Е. Грузинова, бывшего председателя губернской земской управы. 3 марта 1917 года комитетом был выпущен приказ, обязующих солдат и офицеров подчиняться только комитету. Усилиями комитета была сформирована городская милиция. Комитет давал указания Московской городской управе по поводу продовольственных, транспортных и военно-трудовых вопросов.
Москва по инициативе комитета была поделена на 48 участков.
Комитет принял ряд мер по охране памятников, восстановления функционирования работы типографий, вокзалов. Комитет регулировал отпускные цены фабрик, а также своевременность поставок туда сырья. Были произведены действия по охране засекреченных документов Отделения по охране общественной безопасности в Москве, а также Московского губернского жандармского управления.
Было принято постановление, согласно которым арестованные в ходе революции высшие чины жандармерии и полиции освобождались только с разрешения исполнительного комитета.
Для улучшения контроля за работой различных учреждений в них от Исполкома было отправлено 23 комиссара.
Под эгидой комитета выпускалась газета «Известия Комитета Московских общественных организаций».
Финансирование комитета ничем не отличалось от от других общественных организаций, существовавших за счёт пожертвований.
Через некоторое время после создания комиссары Временного правительства стали забирать полномочия у комитета, так как в правительстве не считали комитет носителем власти, данной законом.
5 июля 1917 года Временным правительством было выпущено распоряжение, согласно которому в связи с перезапуском городских дум городские комитеты должны прекратить своё существование для избежания двоевластия. После передачи дел Городской думе и правительственным организациям 1 августа 1917 года комитет был закрыт.